# عبارة معظلية
العبارة المعظلية هي عبارة أو جملة تكرر فكرة في نفس الكلمات. صاغ الاسم في عام 2006 وليام سافير في النيورك تايمز.
الامثله تشمل:
- «بريكست يعني بريكست» (تيريزا ماي)
- «يجب على الرجل أن يفعل ما يجب أن يفعله الرجل». (جون واين)
- «لم ينته الأمر حتى ينتهي» (يوغي بيرا)
- «ما حدث قد حدث.» (ماكبث شكسبير)
- «اترك الماضي للماضي.»
- «الحقائق حقائق».
- «لقد طفح الكيل.»
- «الصفقة هي صفقة هي صفقة».
- «بمجرد أن تختفي، تختفي.»
- «هذا ما هو عليه».
- «الاولاد سيظلون اولادا.»
- «الفوز هو الفوز.»
- «قمت بذلك.»
- " A la guerre comme à la guerre " - عبارة فرنسية تعني حرفيًا «في الحرب كما في حالة الحرب»، وتعادل مجازيًا تقريبًا العبارة الإنجليزية «كل شيء عادل في الحب والحرب»
- Qué será، será أو che será، será - قرض إنجليزي من الإسبانية والإيطالية على التوالي، وهذا يعني «كل ما سيكون، سيكون».
- «استدعاء الأشياء بأسمائها الحقيقية.»
- «بمجرد أن تلتزم، تكون ملتزمًا».
- «ما يفوز يفوز.»
- «يمكنك التخطيط فقط إذا كان لديك خطة.»
- "Befehl ist Befehl" («الأمر هو أمر»)